# Randburg
Randburg is een stad met 337.053 inwoners, gelegen in de provincie Gauteng in Zuid-Afrika. De stad is een deel van de stad Johannesburg. De meerderheid van de bevolking is blank en over het algemeen welgesteld. Randburg grenst aan Roodepoort. In de stad bevindt zich een kerkgebouw van de Gereformeerde Gemeente. De gemeente is gesticht in 1970 en bestond toen uit 19 belijdende leden en 32 doopleden. In 1975 werd het huidige kerkgebouw in gebruik genomen. Het grootste ledenaantal kende de gemeente in 1986 toen ze uit 244 leden en doopleden bestond. In 2020 telt de gemeente 109 leden. In 1992 wordt een eigen school, de Rehobothskool geopend. Per 1 januari 2012 is deze school gesloten.

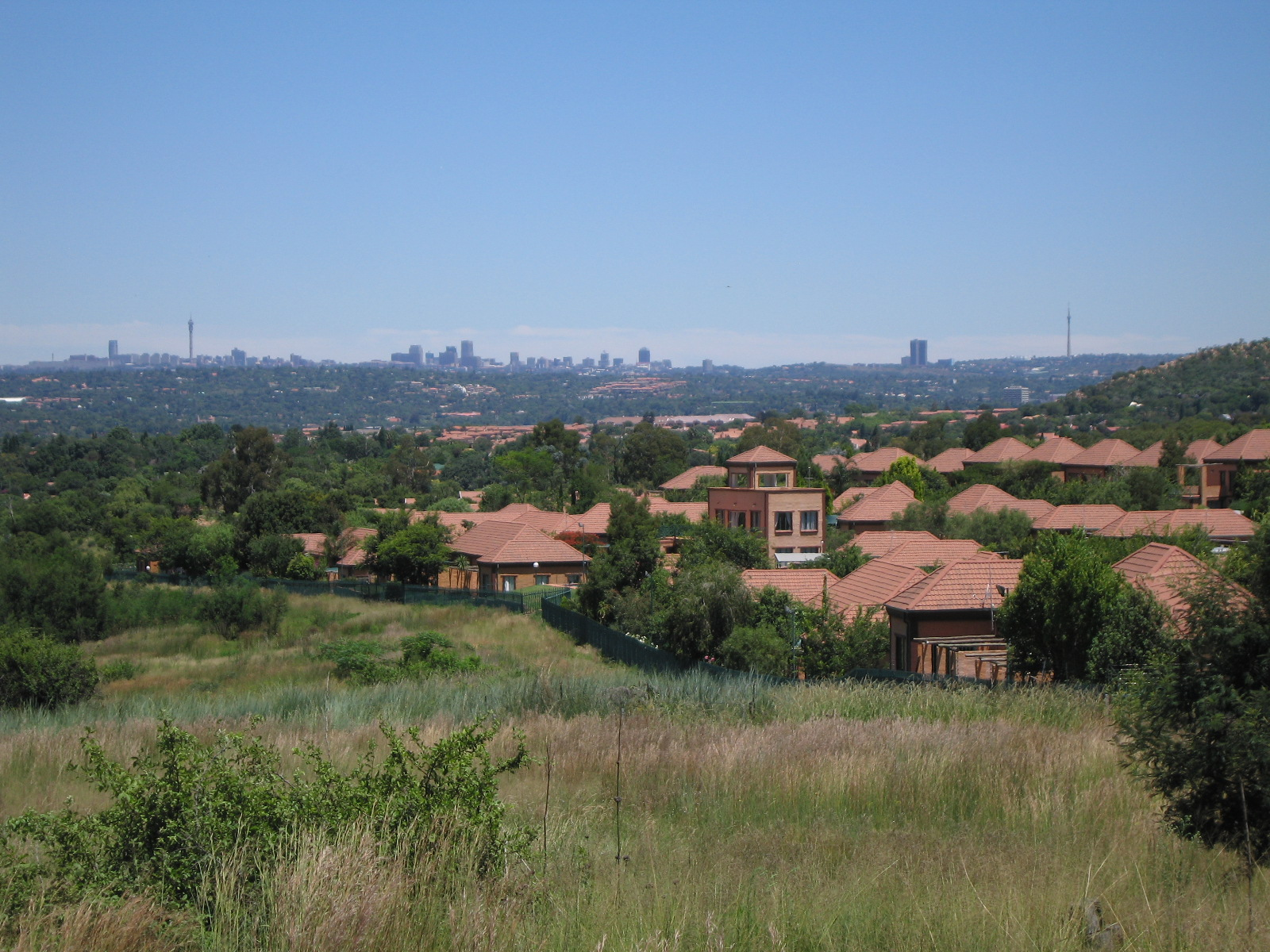
Zicht op Randburg, met op de achtergrond de skyline van Johannesburg.

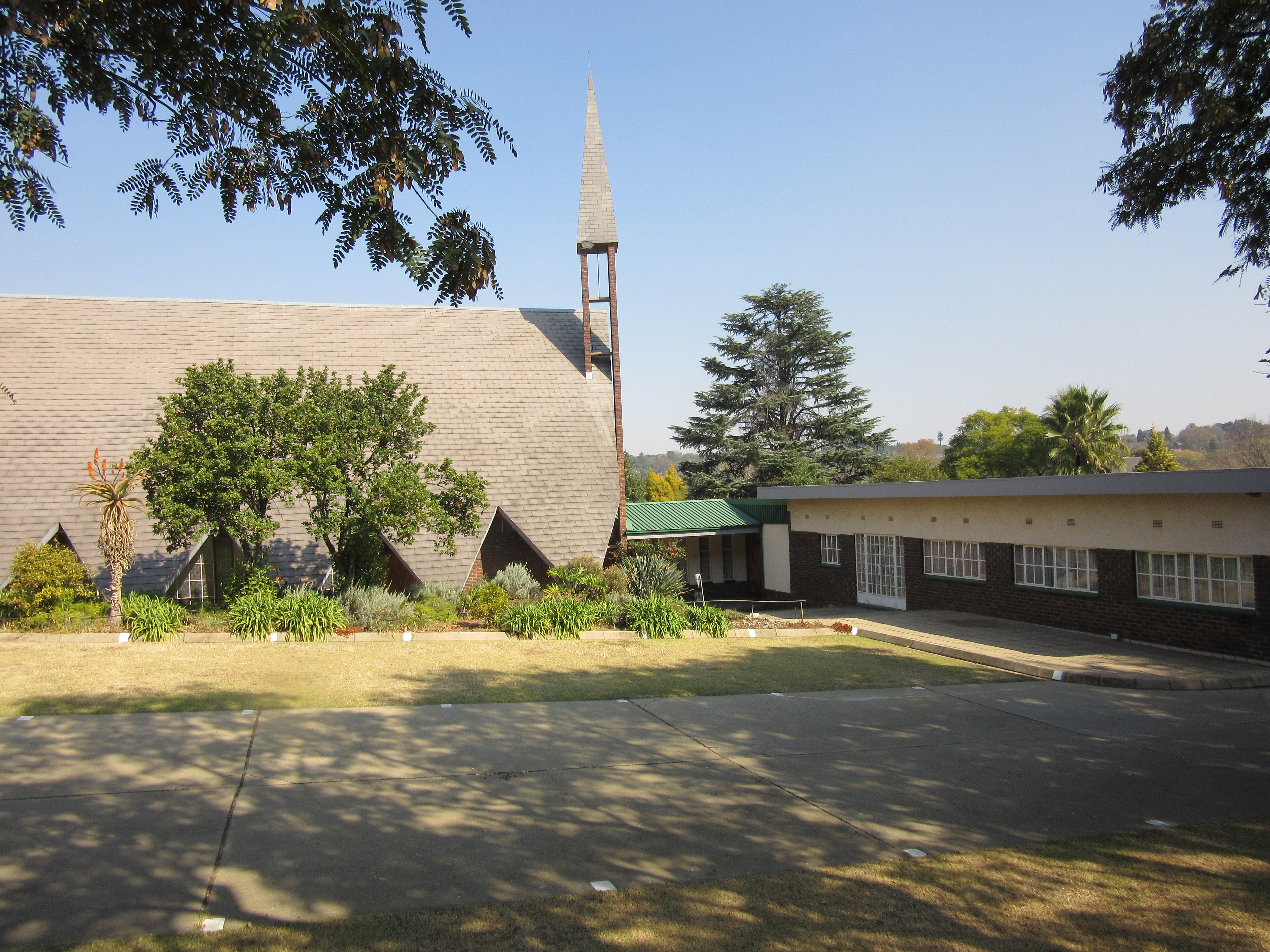
Het kerkgebouw is gebouwd in 1975 en in gebruik genomen door ds. H. Ligtenberg en het verenigingsgebouw (met het platte dak rechts) in 1979 door ds. A. Hoogerland.

## Subplaatsen
Het nationaal instituut voor de statistiek, Stats SA, deelt sinds de census 2011 deze hoofdplaats in in 100 zogenaamde subplaatsen (sub place), waarvan de grootste zijn:
Blairgowrie • Bloubosrand • Bosmont • Bromhof • Claremont • Consolidated Main Reef Gold Mine • Craighall Park • Fairland • Ferndale • Linden • Newclare • Newlands • Noordhang • North Riding • Northcliff • Northworld • Randpark Ridge • Sundowner • Windsor East • Windsor West.